# Język basap
Język basap (lub bosap) – język austronezyjski z Kalimantanu, używany w rozproszeniu na terenie prowincji Borneo Wschodnie i Borneo Północne (kabupateny: Berau, Bulungan, Kutai Kartanegara, Penajam Paser Utara, Kutai Timur). Posługuje się nim 15 tys. osób (2007).
Ludność Bosap uchodzi za jedną z grup Punan (Penan). Nazwa „Bosap”, o niejasnym pochodzeniu, to ogólne określenie nomadycznych grup ludności z regionów Berau, Bulungan i Kutai. Określenie to ma negatywne zabarwienie, poszczególne społeczności określają się przy użyciu nazw okolicznych rzek. W języku tunjung słowo bosap znaczy tyle, co „ludność górska” bądź „obszar odizolowany”.
Według Ethnologue dzieli się na dialekty: jembayan, bulungan, berau, dumaring, binatang, karangan. W zależności od obszaru użytkowania wykazuje wpływy różnych języków lokalnych.
Jest zagrożony wymarciem. W 1991 r. odnotowano, że dla osób w wieku powyżej 35 lat jest językiem ojczystym. Pozostaje w użyciu w kontaktach domowych. Nie jest jednak używany na co dzień we wszystkich rodzinach, a młodsze osoby preferują języki banjar i kutai. Według nowszych danych istotną rolę zaczyna odgrywać język indonezyjski, który jest wykorzystywany w edukacji i w kontaktach z najmłodszym pokoleniem.
Nie wykształcił piśmiennictwa.